# Mireval
Mireval är en kommun i departementet Hérault i regionen Occitanien i södra Frankrike. Kommunen ligger i kantonen Frontignan som tillhör arrondissementet Montpellier. År 2022 hade Mireval 3 301 invånare.

## Befolkningsutveckling
Antalet invånare i kommunen Mireval
Referens:INSEE